# East Skerry
East Skerry (englisch für Ostschäre [sic!]) ist eine kleine Gruppe aus Inseln und Klippen vor der Nordküste Südgeorgiens. Sie liegen 3 km nordwestlich des Kap George und bilden den östlichen Teil der Skrap Skerries.
Die Benennung geht auf Wissenschaftler der britischen Discovery Investigations zurück, die sie zwischen 1926 und 1930 kartierten.